# Суха Згар
Суха Згар, Сухозгар — річка в Україні, у Золотоніському районі Черкаської області, ліва притока Золотоношки (басейн Дніпра).

## Опис
Довжина річки 38 км, похил річки — 0,65 м/км. Площа басейну 256 км2. У деяких місцях інколи пересихає. У середній та нижній течії русло меліороване. 

## Розташування
Суха Згар бере початок в селі Вершина-Згарська (колишня назва Хутір Сухостар). Тече переважно на південний захід в межах населених пунктів Канівщина, Вознесенське, Богуславець, Гришківка та Згар. На південний схід від селища Снігурівки впадає у річку Золотоношку, ліву притоку Дніпра.

## Природно-заповідний фонд
У долині річки розташовно заповідне урочище місцевого значення Згар-Гришківське.

## Галерея

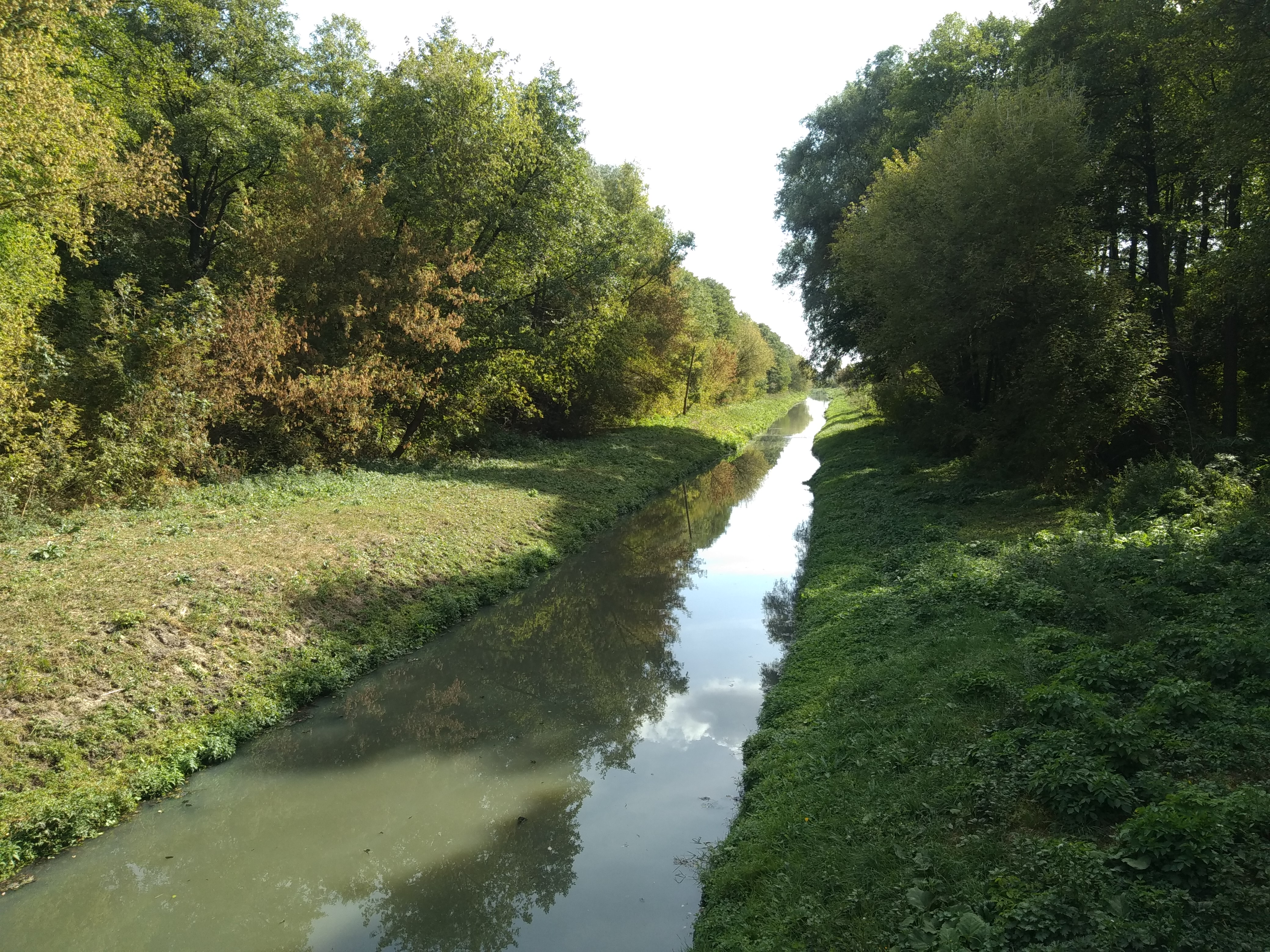
Суха Згар неподілік с. Хвильово-Сорочин
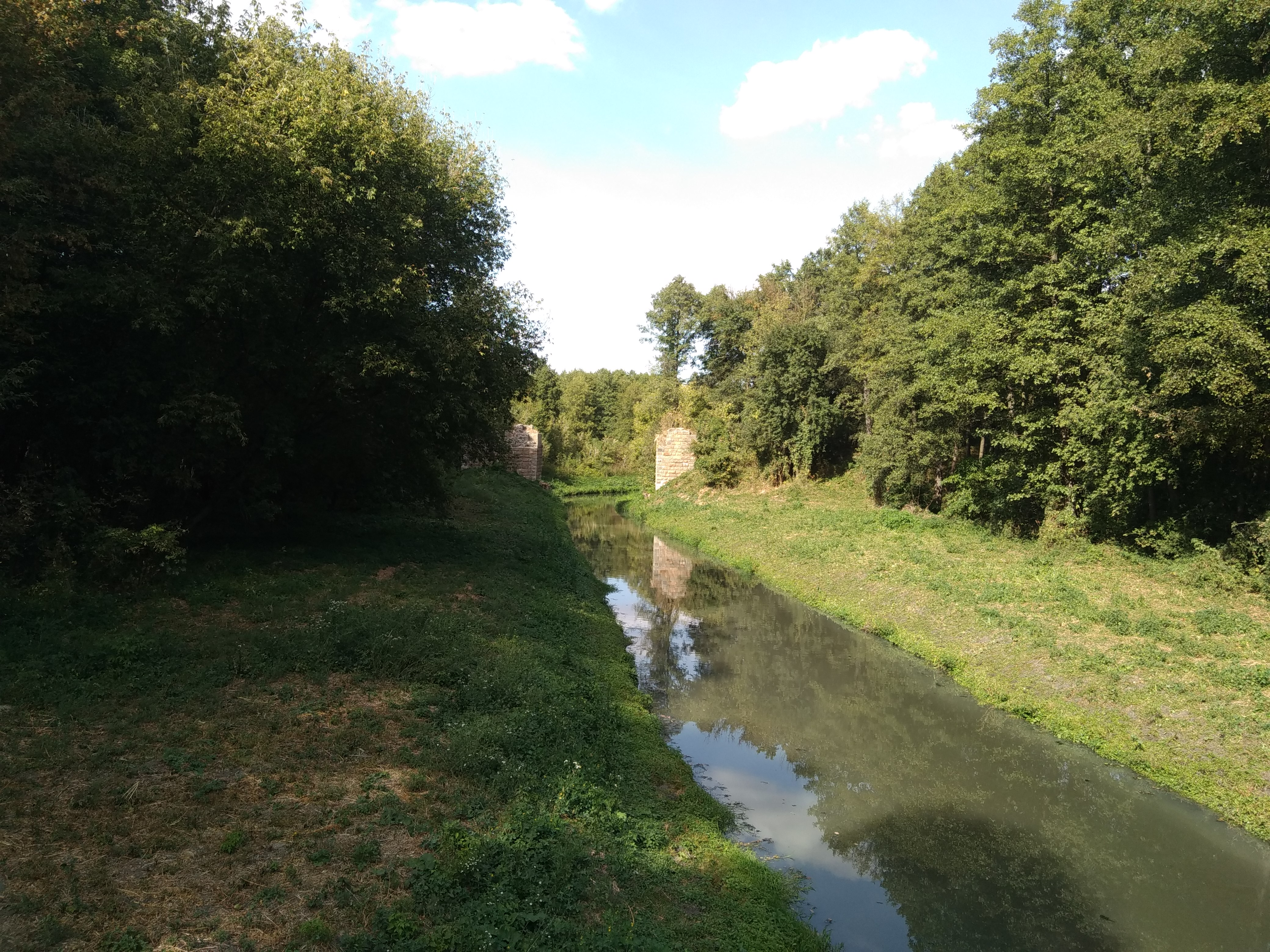
Суха Згар неподілік с. Хвильово-Сорочин